# 3e bataillon anti-aérien du littoral
Pour les articles homonymes, voir 3e bataillon.
Le 3e bataillon anti-aérien du littoral (3e LAAB) est une unité de commandement et de contrôle de l'aviation et de défense aérienne du Corps des Marines des États-Unis qui est optimisée pour les opérations dans la première chaîne d'îles. Le bataillon est basé à la Marine Corps Base Hawaii et relève du commandement du 3e régiment de Marines et de la 3e division de Marines.
Formé à l'origine avant la Seconde Guerre mondiale, le bataillon est connu sous le nom de 3e bataillon de défense et participe à des opérations de combat à Pearl Harbor, Midway, Guadalcanal et Bougainville,. L'unité est désactivée à la fin de 1944 mais est remise en service lorsque le Corps des Marines commence à passer aux missiles sol-air pour ses besoins de défense aérienne au début des années 1950. Du milieu à la fin des années 1950, le bataillon est basé au Marine Corps Air Ground Combat Center Twentynine Palms en Californie et est l'une des deux unités du Marine Corps exploitant la version terrestre du missile RIM-2 Terrier. En janvier 1963, le 3e bataillon LAAM est transféré à la Marine Corps Air Station Cherry Point, en Caroline du Nord et tombera finalement sous le commandement du Marine Air Control Group 28 (MACG-28) et de la 2e Marine Aircraft Wing (2e MAW). La dernière tournée de combat du 3e bataillon le voit assurer la défense aérienne de la zone d'opérations du Corps des Marines pendant l'opération Desert Shield / Desert Storm. Le 3e bataillon est mis hors service le 30 septembre 1994 dans le cadre du retrait des forces après la guerre froide et parce que le Corps des Marines avait pris la décision de se départir de sa défense aérienne à moyenne portée.
Le bataillon est de nouveau été réactivé le 11 février 2022 dans le cadre de l'initiative Commandant of the Marine Corps Force Design 2030 (en).

#### Journal
- Robert D. Heinl et Tom Bartlett, « Hilton Head Marines: A Defense Battalion Trains at Camp McDougal », Marine Corps Gazette, vol. XXIV, no 1,‎ 1940, p. 5–8

#### Web
- John M. Rentz, « Bougainville and the Northern Solomons », sur USMC Historical Monograph, Historical Branch, Headquarters, U.S. Marine Corps, 1946 (consulté le 18 octobre 2006)